# 沃慈魮
沃慈魮（学名：Barbus wurtzi）為輻鰭魚綱鯉形目鯉科的其中一個種。分布於非洲象牙海岸、幾內亞、獅子山、迦納、奈及利亞及賴比瑞亞，本魚具大的嘴，下唇縮小而且取代了角的鞘，具非常短的觸鬚，背鰭長，體長，背鰭軟條13至16枚；臀鰭軟條8枚，可達21.2公分，不同地區的族群會有些微的差異。

## 扩展阅读
維基物種上的相關：沃慈魮